# Ichon (métro de Séoul)
Ichon (hangeul : 이촌 ; hanja : 二村) est une station de correspondance entre la ligne 4 et la ligne Gyeongui-Jungang du métro de Séoul. Elle est située à Ichon-ro 71-gil 42, 83 Seobinggo-ro, quartier Ichon-dong  dans l'arrondissement d'Yongsan-gu à Séoul en Corée du Sud. 
Ouverte en 1978, elle devient une station de correspondance en 1985. elle est desservie par les rames omnibus et express, qui circulent sur la ligne 4 et par les rames omnibus et express qui circulent sur la ligne Gyeongui-Jungang.

## Situation sur le réseau

Plan du réseau du métro de Séoul (2023)

La station ,  Ichon, est une station de correspondance entre la ligne 4 et la ligne Gyeongui-Jungang du métro de Séoul : 
sur la ligne 4, établie en souterrain, elle est située entre la station Sinyongsan, en direction du terminus nord Jinjeop, et la station Dongjak, en direction du terminus ouest Oido.
sur la ligne Gyeongui-Jungang, établie en surface, elle est située entre la station Yongsan, en direction du terminus nord-ouest Munsan, et la station Seobinggo, en direction du terminus est Jipyeong.

## Histoire
La station de métro Ichon est mise en service le 9 décembre 1978,, lors de l'ouverture à l'exploitation de la ligne Gyeongwon, de Yongsan à Hyukong. Elle devient une station de correspondance avec la ligne 4 le 18 octobre 1985, lors de l'ouverture à l'exploitation, des 16,4 km, de Université de Hansung au nouveau terminus Sadang.
Le 27 décembre 2014 elle devient une station de la ligne Gyeongui-Jungang lors de sa création par la fusion de plusieurs sections de lignes, dont la ligne Gyeongwon.

## Services aux voyageurs

### Accès et accueil
Station de correspondance, entre la station souterraine de la ligne 4 et la station en surface de la ligne Gyeongui-Jungang, aux Ichon-ro 71-gil 42 et 83 Seobinggo-ro dans le quartier Ichon-dong. Il y a quatorze bouches, numérotées de 1 à 5, établies de part et d'autre des voies routières Ichon-ro et Seobinggo-ro. Elle est équipée d'escaliers, escaliers mécaniques et ascenseurs pour les cheminements entre la station en sous-sol et les bouches en surface. Elle dispose notamment de billetteries avec des automates pour l'acquisition de titres de transports.

### Desserte

#### Station ligne 4
Ichon est desservie par les rames omnibus et express, qui circulent sur la ligne 4. La station souterraine est aménagée avec des portes palières.

Installations
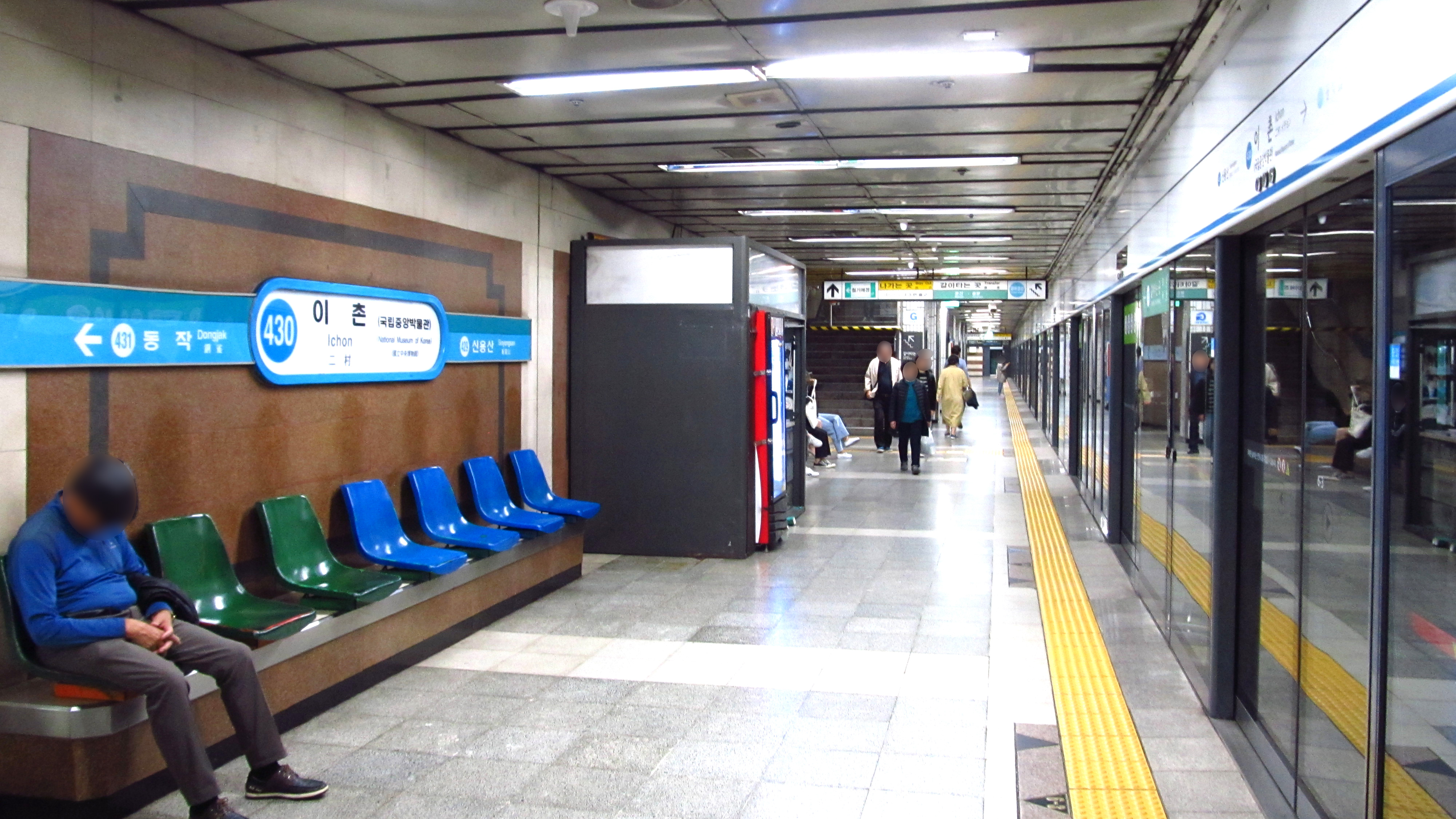
En 2019.
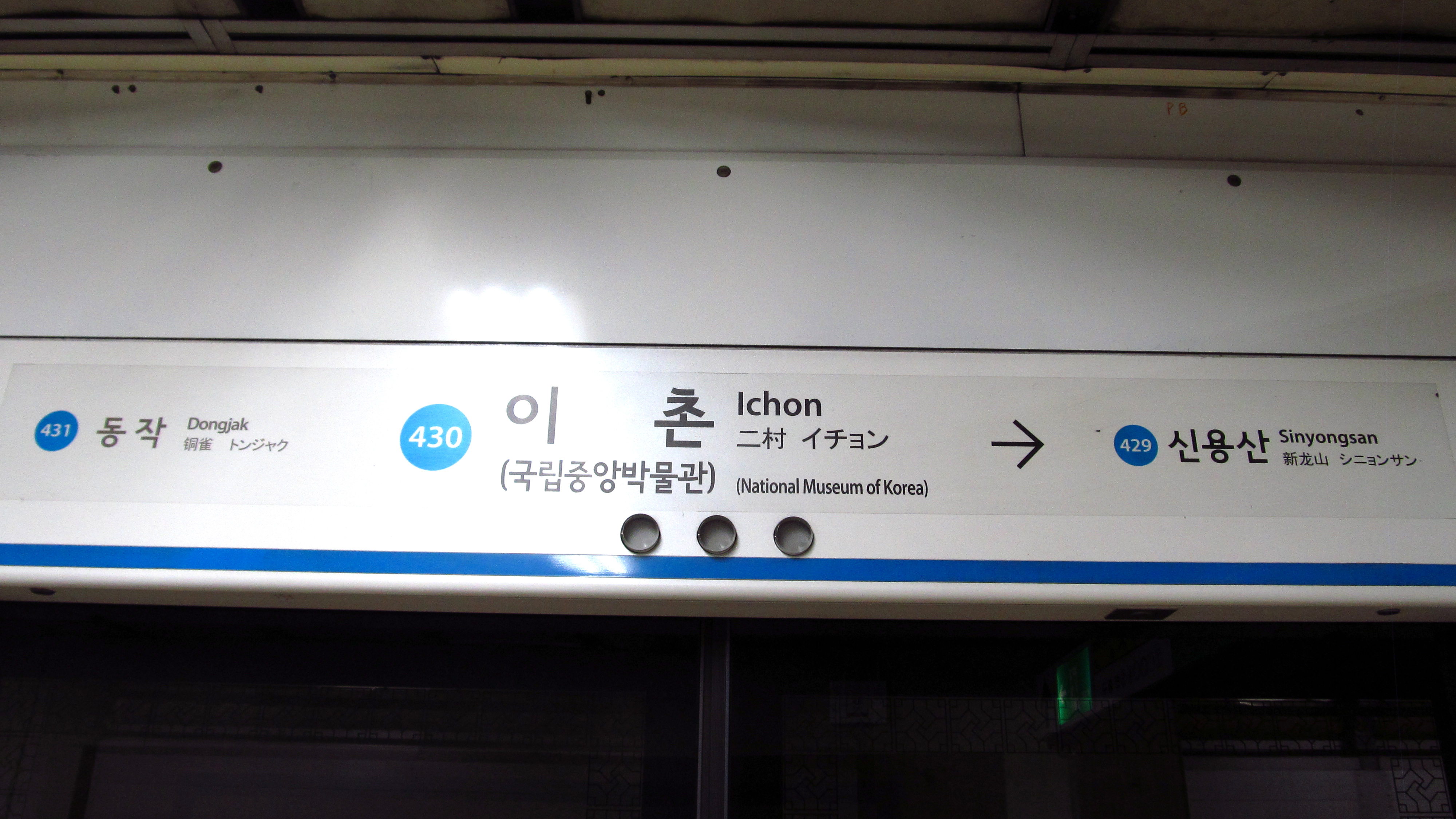
En 2019.
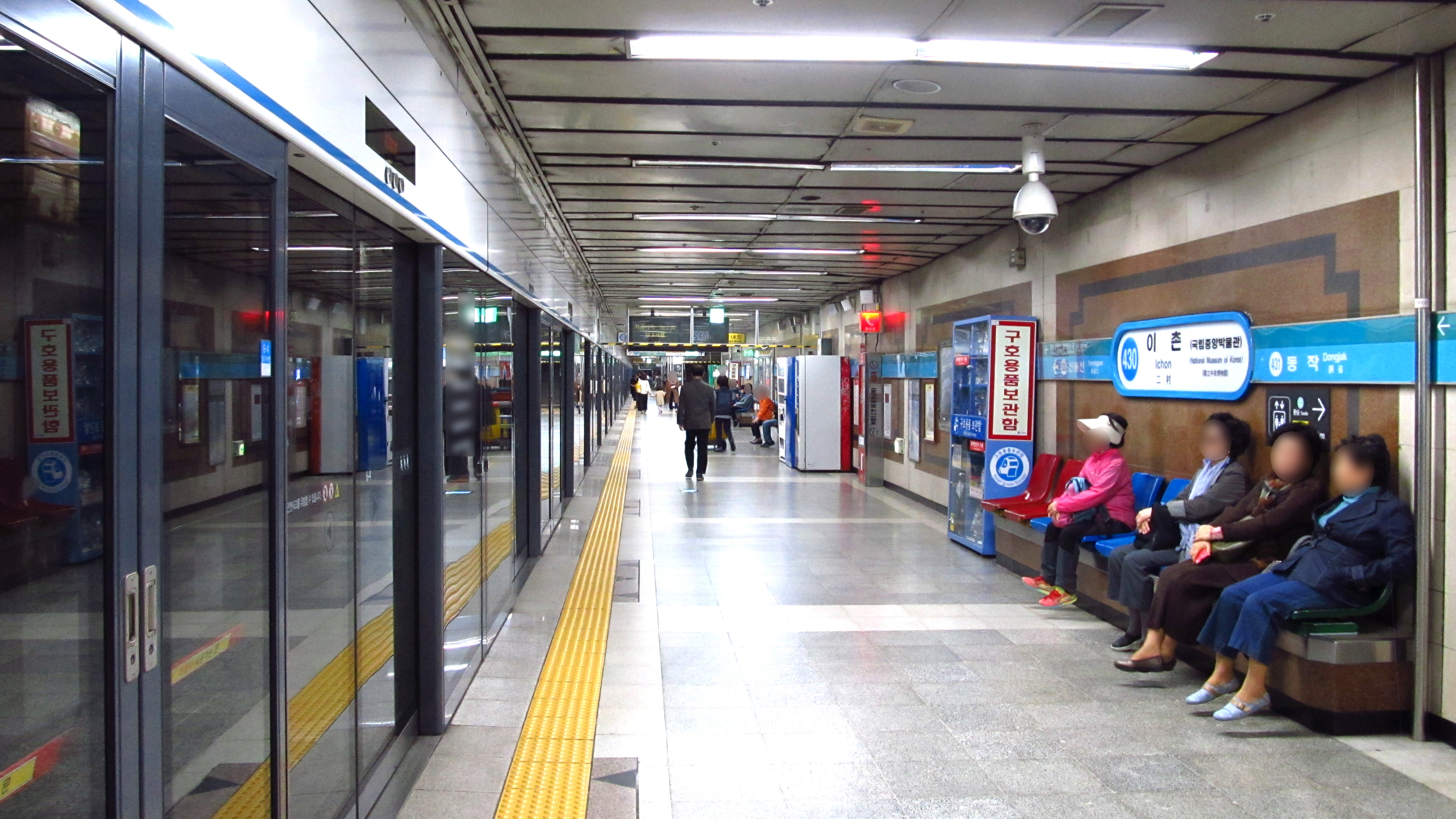
En 2019.

#### Station ligne Gyeongui-Jungang
Ichon est desservie par les rames omnibus et express, qui circulent sur la ligne Gyeongui-Jungang. La station souterraine est aménagée avec des portes palières.

Installations
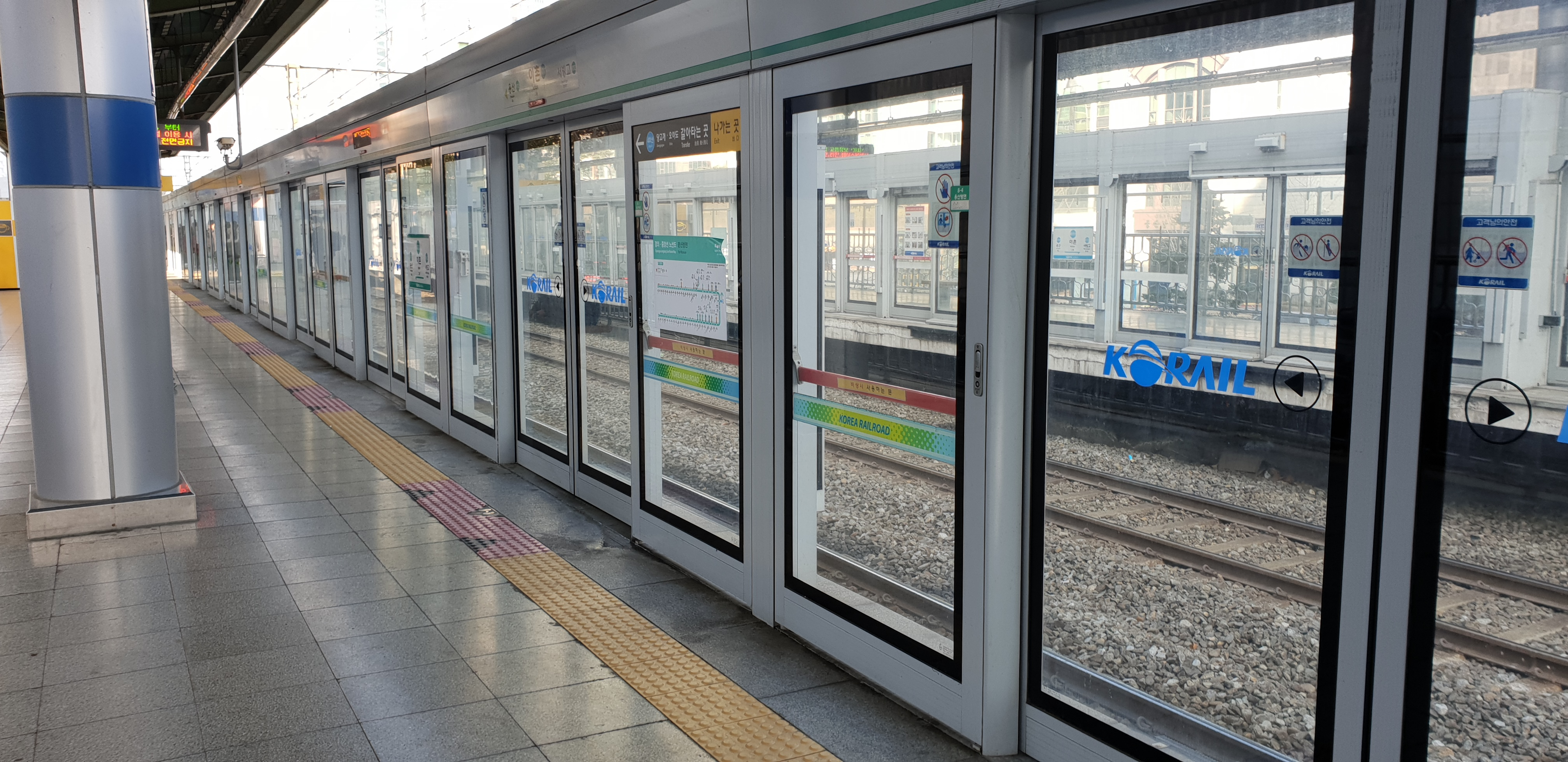
En 2018.
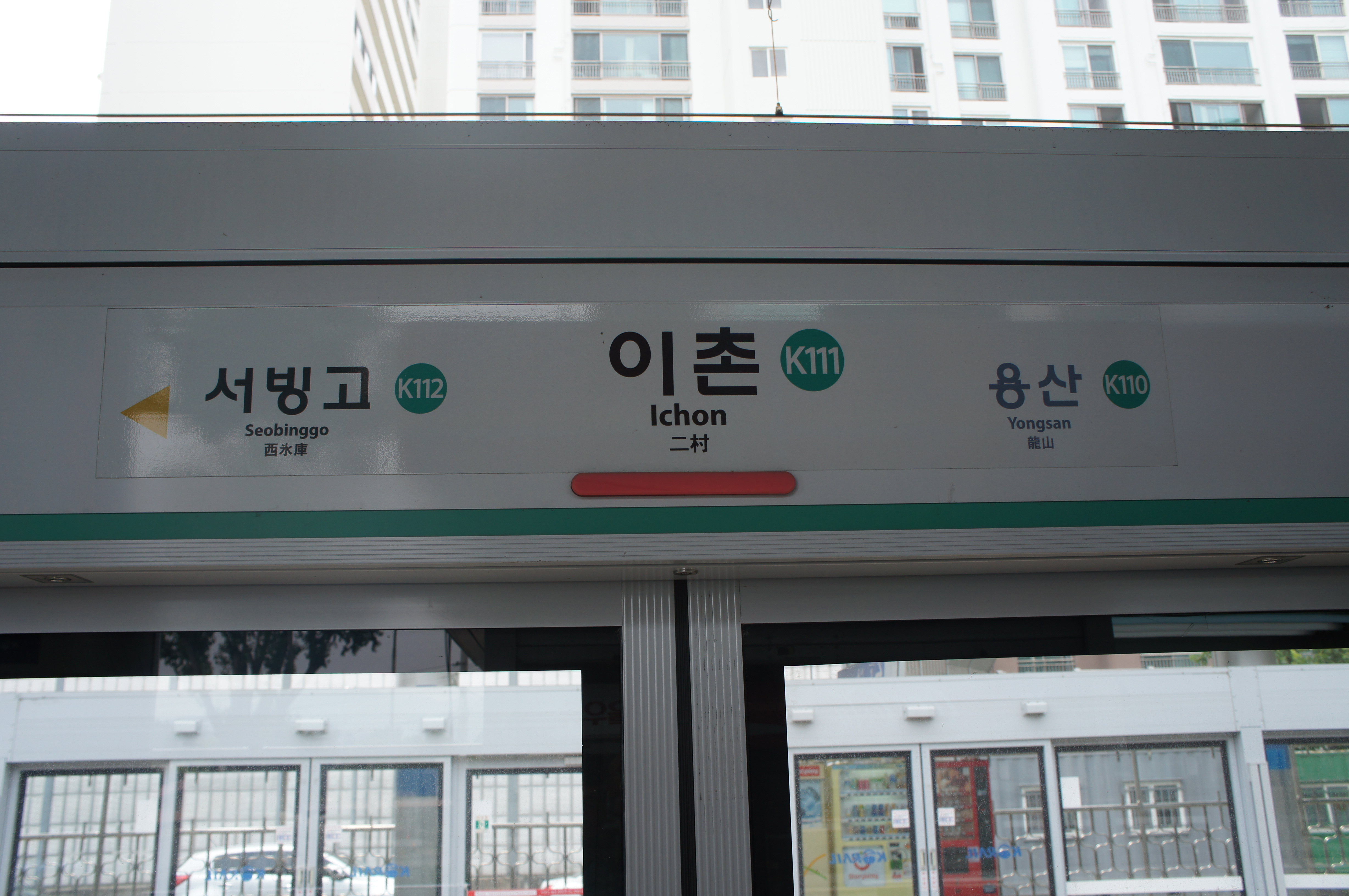
En 2013.
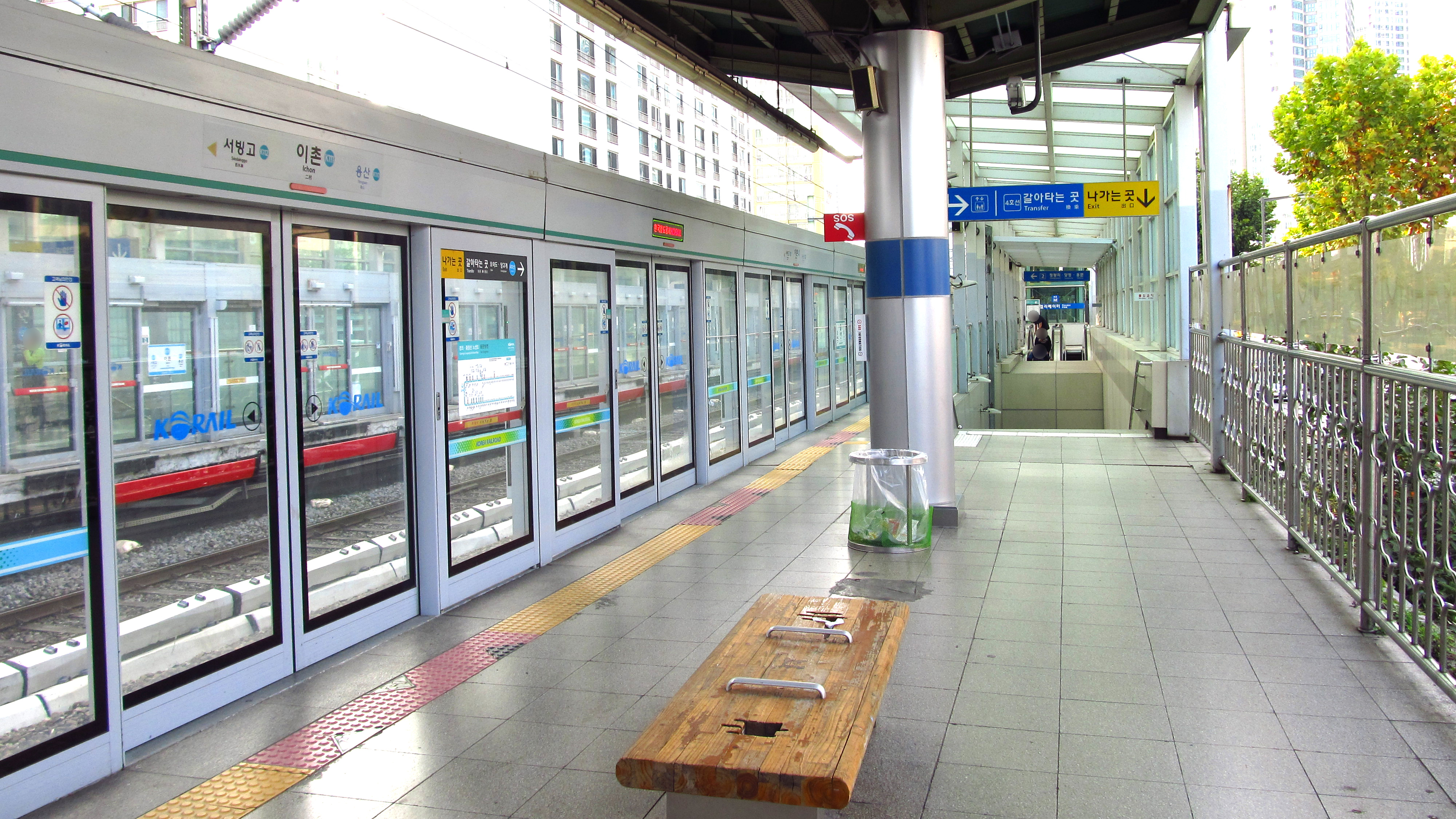
En 2019.

### Intermodalité
Des arrêts de bus sont établis sur la voie routière desservie par les bouches du métro.